# Косьмодемьянские ворота
Косьмодемьянские (Васильевские) ворота — несохранившиеся ворота Китайгородской стены. Нынешний участок стены вдоль Китайгородского проезда почти доходит до Косьмодемьянских ворот.
Были построены в 1535—1538 годах, как и вся Китайгородская стена. Название ворот произошло от храма Косьмы и Дамиана, находившего возле церкви Зачатия Анны и сгоревшего в 1547 году. Также ворота выходили на Васильевский луг, давший им второе название.
Изначально Великая улица, главная улица Зарядья, выходила к Косьмодемьянским воротам. Этот участок, где находились ворота и угловая башня, которые находились друг к другу на расстоянии около 30 м, называли «Вострым концом» или «Мокрым углом». Со временем Великая улица утратила прежнее значение и превратилась в Мокринский переулок, а ворота были закрыты. В 1680-х годах ворота были окончательно заложены.
В 1890-е годы в обоих башнях разместили губернский архив. Ворота были снесены в 1950-х годах в связи со строительством административного здания в Зарядье. 